# الشميلي (العدين)

تعديل مصدري - تعديل

الشميلي محلة تابعة لقرية المشعب، التابعة لعزلة خباز بمديرية العدين إحدى مديريات محافظة إب في الجمهورية اليمنية.، بلغ تعداد سكانها 21 حسب تعداد اليمن لعام 2004.